# 小米SU7
小米SU7（英語：XIAOMI SU7），是中国小米集團开发的一款纯电动全尺寸轿车，也是小米汽车的首款汽车产品。该车在上市初期借用了北汽集团的乘用车资质，后于2024年7月取得独立资质。该车型于北京时间2024年3月28日晚正式发布，首年销量超过14万辆，超过企业预期。

## 历史
2021年3月，小米集团首席执行官雷军在小米MIX Fold新品发布会上宣布，小米将成立智能电动汽车全资子公司进入到智能电动汽车行业，计划未来10年投资100亿美元到该项目，首期投资100亿人民币。同年9月1日，小米汽车有限公司成立，总部位于北京经济技术开发区，并于2023年8月获得了中国国家发展和改革委员会颁发的汽车生产许可证。
2023年12月，小米召开小米汽车技术发布会，披露了小米SU7的部分信息；小米表示，“SU”代表“Speed Ultra”（极速），数字“7”表示车辆的市场细分。
2024年3月28日，小米公布了SU7在中国大陆市场的零售价格，发售有标准版、Pro、Max三个版本，分别为21.59万、24.59万和29.99万元人民币。上市后27分钟内预定量达5万辆，之后在一天内实现88898辆的预定量。
2024年4月3日，限量5000辆的小米SU7创始版正式启动交付，同时小米在北京亦庄小米汽车工厂举办小米SU7首批车主交付仪式。2024年4月18日，据雷军称，小米SU7正式版汽車在北京和深圳兩地啟動交付工作。

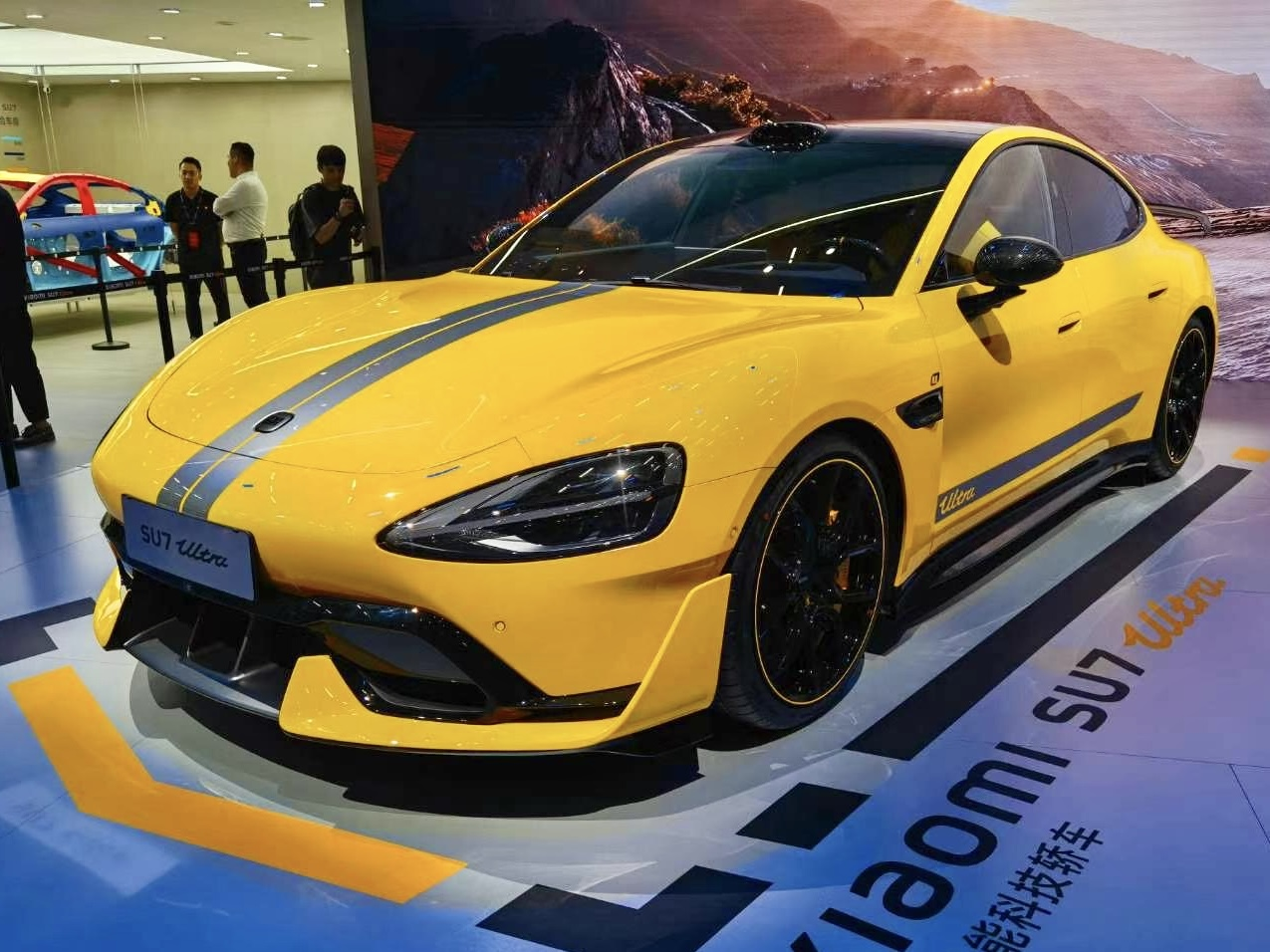
小米SU7 Ultra

2024年7月，中华人民共和国工业和信息化部公布第385批《道路机动车辆生产企业及产品公告》新产品公示，公示中共出现四款小米SU7，生产企业为“小米汽车科技有限公司”。这亦代表小米汽车正式取得独立的生产资质，车辆尾标亦会由“北京小米”变更为“小米”。
2025年3月初，小米汽车举行小米SU7 Ultra首车交付仪式，交付工作在全国陆续开启。

## 设计

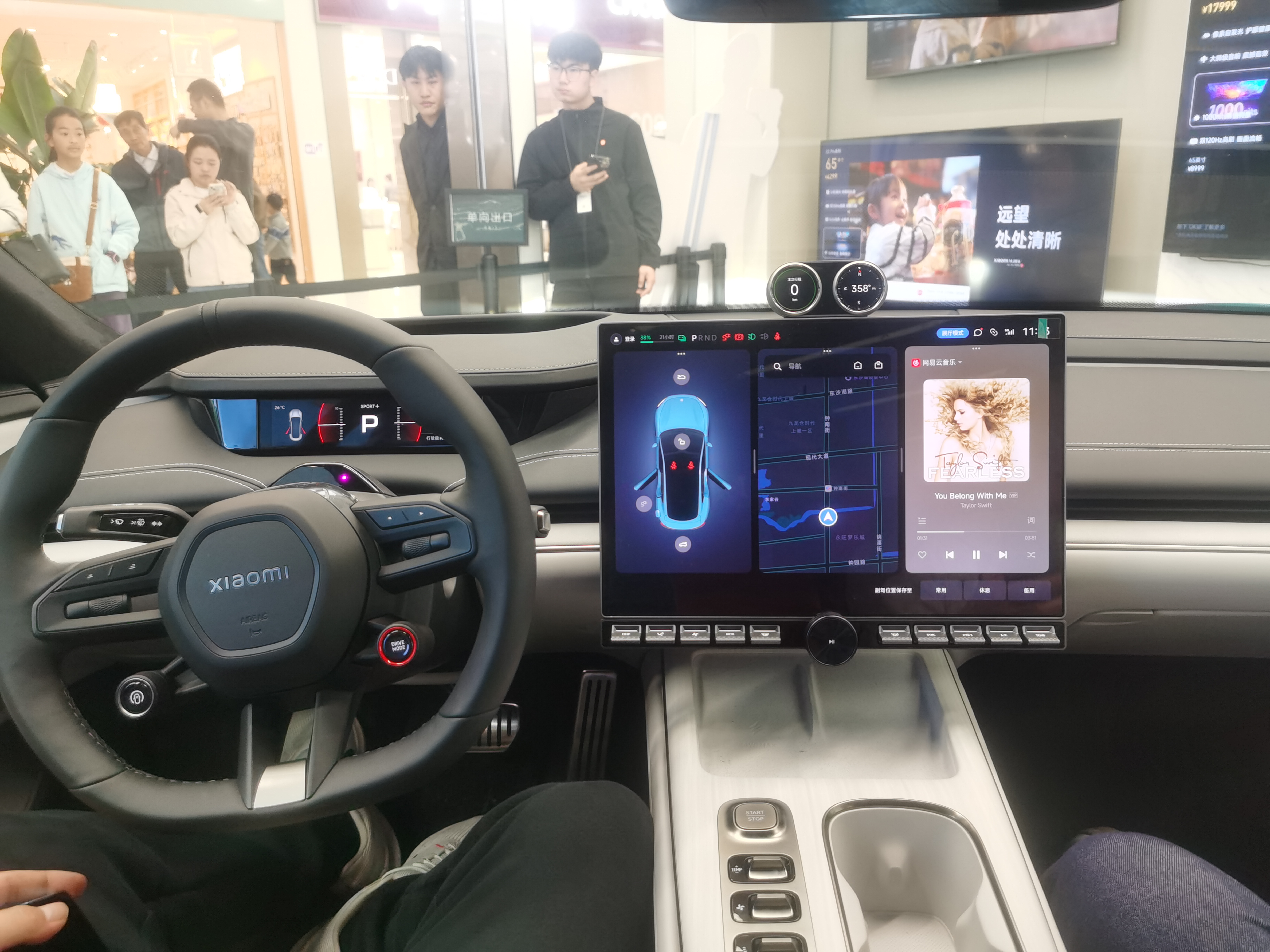
小米SU7 Max内饰

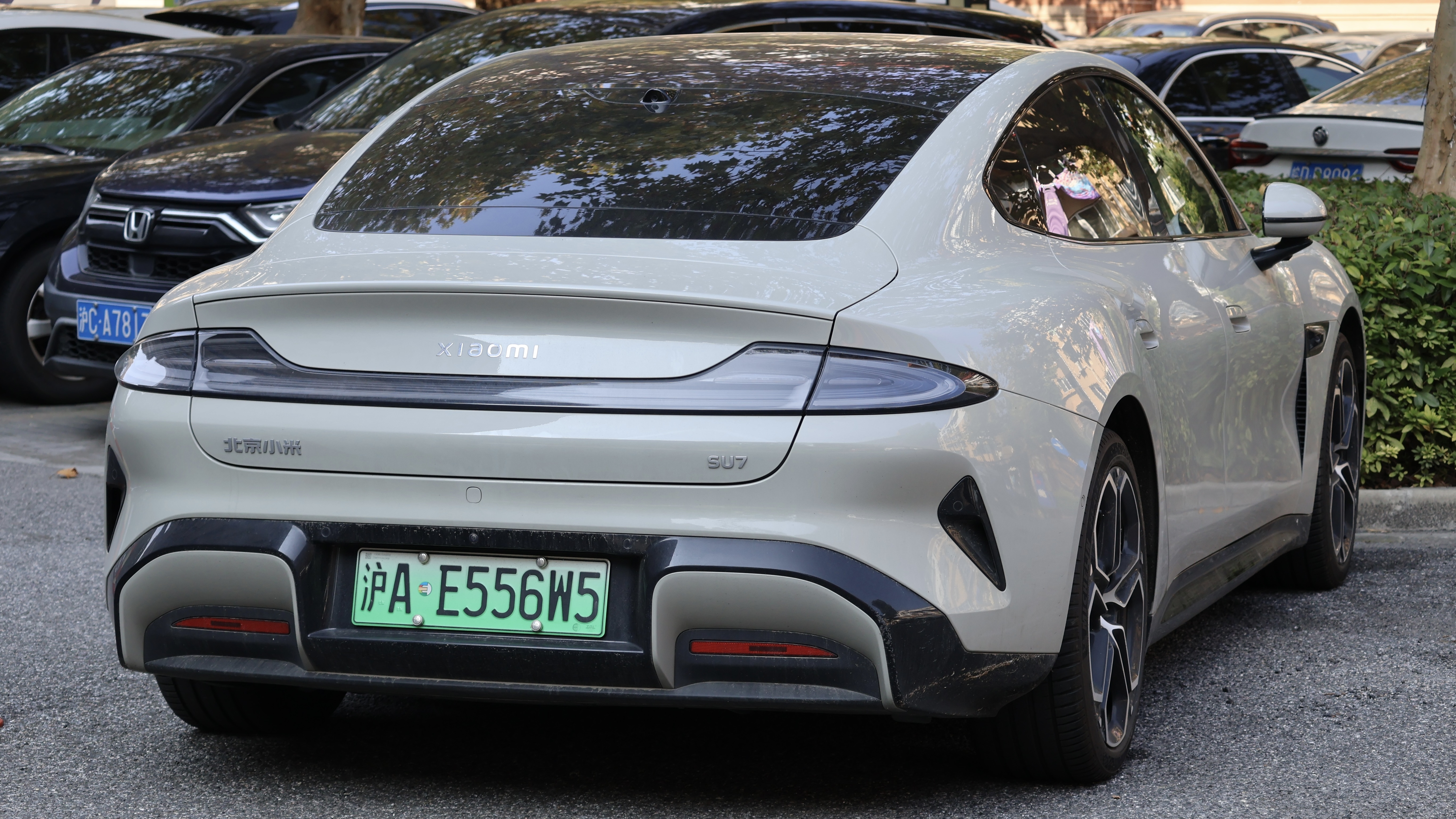
小米SU7背面

SU7是在代号MS11下开发的。设计团队由前宝马首席设计师李田原领衔。据雷军称，由于耐久性问题，他拒绝了三个设计方案。小米将该车与特斯拉Model 3对标。 
该轿车Max版配备了带有自适应减震器的空气悬架、主动式百叶格栅以及四个调节级别的主动式尾翼。小米声称SU7的风阻系数为全球最低，为0.195 。
SU7配备了一款16.1英寸的3K分辨率触摸屏信息娱乐中心。该信息娱乐系统由高通骁龙8295单片系统（SoC）驱动，并基于Xiaomi HyperOS。智能驾驶方面，标准版配置的是一款名为Xiaomi Pilot Pro的驾驶辅助系统，使用1个英伟达Drive Orin SoC，芯片算力达到84 TOPS；而Pro版和Max版则配备了Xiaomi Pilot Max，使用2个英伟达Drive Orin SoC，算力达到508 TOPS。Xiaomi Pilot在标准模式下拥有16种不同的驾驶辅助功能。 
SU7采用了许多国际供应商的零部件，包括博世、布雷博、大陆集团、蒂森克虏伯、采埃孚、Benteler、舍弗勒和耐世特。

## 规格

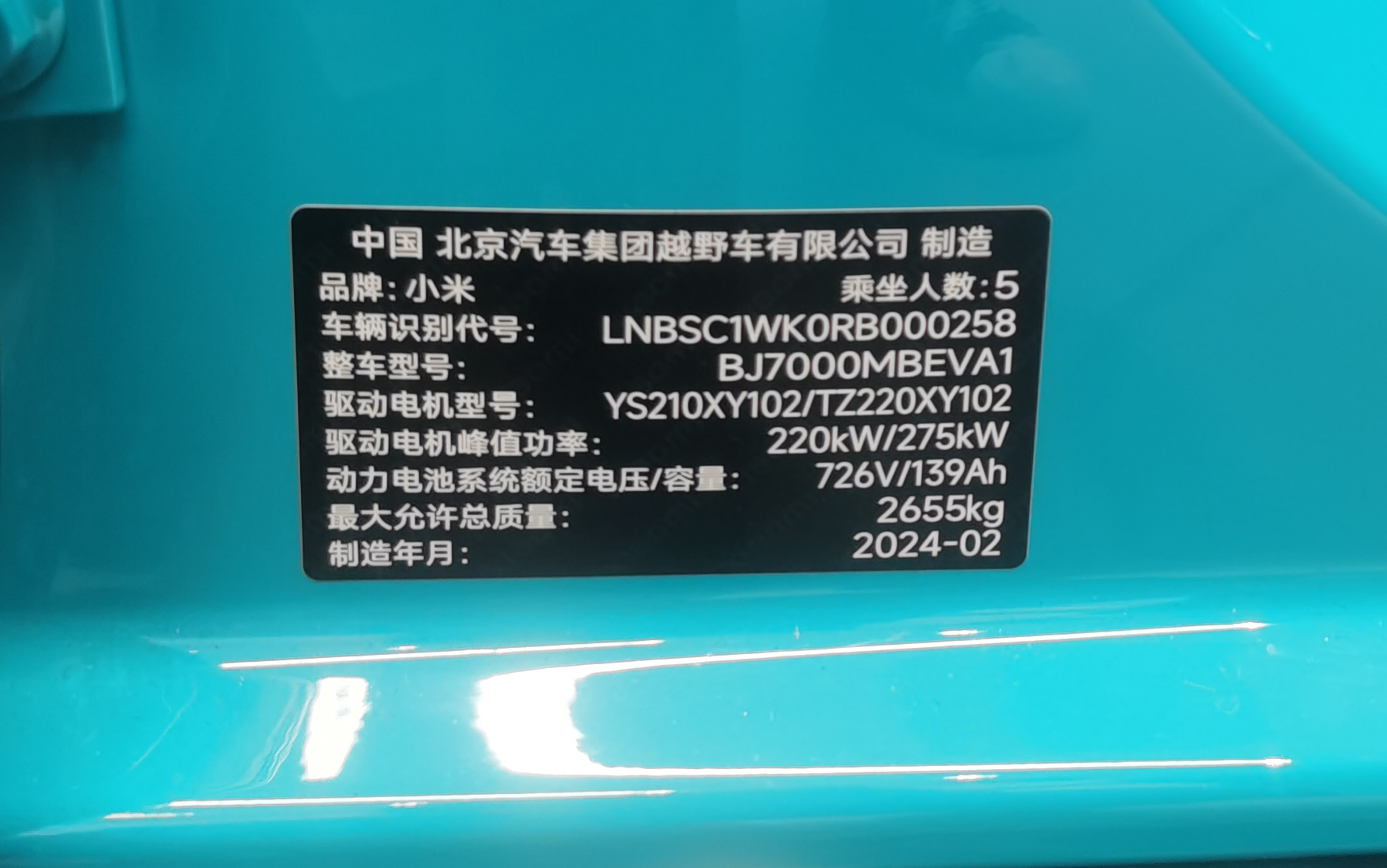
小米SU7 Max的车辆信息牌（2024），显示该车由北汽集团越野车公司生产

SU7有标准版、Pro版，Max版，Ultra版本四种车型。小米表示，SU7标准版为后驱单电机，额定功率220 kW（295 hp；299 PS）、峰值扭矩400 N·m（40.8 kg·m；295 lb·ft），百公里加速5.28s，极速为210 km/h（130 mph），采用400V电压平台搭载73.6kWh磷酸铁锂电池包，纯电续航700km（CLTC）。
SU7 Pro版为后驱单电机，额定功率220 kW（295 hp；299 PS）、峰值扭矩400 N·m（40.8 kg·m；295 lb·ft），百公里加速5.7s，极速为210 km/h（130 mph），采用400V电压平台搭载94.3kWh磷酸铁锂电池包，纯电续航830 km（CLTC）。
SU7 Max版搭载前感应异步后永磁同步电机，以及可调减震器。额定功率495 kW（664 hp；673 PS）、峰值扭矩838 N·m（85.5 kg·m；618 lb·ft）。百公里加速2.78s，极速为265 km/h（165 mph），采用800V电压平台搭载宁德时代生产的101kWh名为“麒麟”的镍钴锰酸锂电池，续航可达800km（CLTC）。
SU7 Ultra使用超级三电机系统，1548PS超强马力，零百加速1.98s，设计最高时速350km/h，小米SU7 Ultra最大下压力可达285kg。小米SU7 Ultra车顶、方向盘等17处碳纤维，共3.74m²。于2025年2月27日正式发布，售价52.99万元起，全系独占24K金碳纤维车标配置。
| 型号      | 电池                            | 里程（CLTC）     | 年份     | 布局     | 动力                     | 动力                        | 动力                           | 扭矩                          | 扭矩                          | 扭矩                               | 整备质量         | 0–100 km/h（62 mph） | 最高速度            |
| 型号      | 电池                            | 里程（CLTC）     | 年份     | 布局     | 前驱                     | 后驱                        | 整车                           | 前驱                          | 后驱                          | 整车                               | 整备质量         | 0–100 km/h（62 mph） | 最高速度            |
| --------- | ------------------------------- | ---------------- | -------- | -------- | ------------------------ | --------------------------- | ------------------------------ | ----------------------------- | ----------------------------- | ---------------------------------- | ---------------- | -------------------- | ------------------- |
| SU7       | 73.6 kWh 比亚迪磷酸铁锂电池     | 700 km（435 mi） | 2024至今 | 后轮驱动 | –                        | 220 kW（299 PS；295 hp）    | 220 kW（299 PS；295 hp）       | –                             | 400 N·m（295 lb·ft；41 kg·m） | 400 N·m（295 lb·ft；41 kg·m）      | 1,980（4,365磅） | 5.28 s               | 210 km/h（130 mph） |
| SU7 Pro   | 94.3 kWh 宁德时代磷酸铁锂电池   | 830 km（516 mi） | 2024至今 | 后轮驱动 | –                        | 220 kW（299 PS；295 hp）    | 220 kW（299 PS；295 hp）       | –                             | 400 N·m（295 lb·ft；41 kg·m） | 400 N·m（295 lb·ft；41 kg·m）      | 2,090（4,608磅） | 5.7 s                | 210 km/h（130 mph） |
| SU7 Max   | 101 kWh 宁德时代镍钴锰酸锂电池  | 800 km（497 mi） | 2024至今 | 全轮驱动 | 220 kW（299 PS；295 hp） | 275 kW（374 PS；369 hp）    | 495 kW（673 PS；664 hp）       | 338 N·m（249 lb·ft；34 kg·m） | 500 N·m（369 lb·ft；51 kg·m） | 838 N·m（618 lb·ft；85 kg·m）      | 2,205（4,861磅） | 2.78 s               | 265 km/h（165 mph） |
| SU7 Ultra | 93.7 kWh 宁德时代镍钴锰酸锂电池 | 620 km（385 mi） | 2025至今 | 全轮驱动 | 275 kW（374 PS；369 hp） | 2x 425 kW（578 PS；570 hp） | 1,138 kW（1,547 PS；1,526 hp） | 500 N·m（369 lb·ft；51 kg·m） | 2x 635 N·m（468 lb·ft）       | 1,770 N·m（1,305 lb·ft；180 kg·m） | 2,360（5,203磅） | 1.98 s               | 350 km/h（217 mph） |

### SU7 Ultra原型车
SU7 Ultra原型车是基于小米SU7纯电架构打造的赛道原型车，于2024年7月19日发布。首发超级三电机四驱系统和宁德时代麒麟Ⅱ(第二代)电池，额外搭载赛用AP Racing制动系统，并对车身大规模更换碳纤维材质、变更以减重、更符合空气动力学的结构。整车动力配备1548Ps，最大下压力达 2145kg，车体减重到1900kg。
SU7 Ultra原型车于2024年10月24日由赛车手David Pittard取得6分46秒874，位列“原型车/预量产车”组第四名，成为纽北全球最速四门车。

## 安全
| 类别       | 类别       | %      |
| ---------- | ---------- | ------ |
| 总分：     | 5 /5颗星   | 93.5%  |
| 乘员保护： | 乘员保护： | 94.31% |
| VRU保护：  | VRU保护：  | 90.42% |
| 主动安全： | 主动安全： | 95.25% |

小米SU7的C-NCAP安全测试结果于2025年3月公布。此次测试的车型为标配小米Pilot Max高级辅助驾驶系统（ADAS）的SU7 Max，车辆由测试机构使用自有资金匿名从随机门店购买。在结果发布时，SU7在采用2024年标准测试的所有车型中取得了最高的综合评分，其总体得分比平均测试车型高出8.7个百分点，对弱势道路使用者的保护得分更是高出13.14分。除鞭打试验外，所有子项目得分均处于采用2024版测试规程的所有车辆中的第80百分位及以上水平。

## 销量
小米在2024年设定了交付10万辆的目标，并在当年4月前收到7万份订单。截至2024年年中，小米已成为以销量计的中国第八大汽车初创公司。自2024年3月SU7上市以来，小米在230天内（至2024年11月）完成了10万辆SU7的交付。据小米CEO雷军表示，SU7在2024年底前共收到超过248,000份确认订单。到了2025年2月，小米已经连续5个月每月交付超过2万辆，累计交付量突破18万辆。第200,000辆整车于2025年3月18日交付，距离首次交付共计348天。
在2024年11月，小米SU7 Ultra在发布后的10分钟内获得了3,680份可退预订 。至2025年2月，小米公布了SU7 Ultra的售价，开启预订后的10分钟内收到超过6,900份订单，两小时内破万，次日结束前达1.5万，而在3月3日开启交付当天，订单总数超过19,000份。预订方式包括：支付20,000元可退订金，可在一周内退款；支付40,000元不可退订金，可优先提车。
| 年份 | 中国    |
| ---- | ------- |
| 2024 | 139,487 |

## 争议

### 外观
小米SU7外型酷似保時捷Taycan，被網民揶揄為山寨版的保時捷，予它「米時捷」和「保時米」的稱號。

### 性能限制
小米在2025年5月1日对部分SU7 Ultra型号进行了灰度OTA系统升级，对Ultra的1500匹马力的排位赛模式进行了限制。要求车主在指定的赛车场内完成达标的单圈圈速成绩方能解锁完全的马力功率的排位赛模式。然而在多数车主反对和舆论压力下，小米最终取消了该升级，并计划对已升级的车主在4-8周内推出新版本升级，修复该升级。

### 误导宣传
小米在2025年2月27日的SU7 Ultra发布会上对42000元的选装配置碳纤维双风道前舱盖的描述为“复刻原型车空气动力学设计”。然而购买了改选装配件的车主发现该配件并没有提供贯穿的风道，仅为装饰性配件。小米方面5月7日回应称此前的描述息表达不够清晰，并深表歉意。对已购买该配件尚未进行生产的车主提供限时的改回铝制前舱盖的选项，已进入生产程序的给予价值2000元的小米积分。其被认为“存在虚假宣传问题”引发广泛未交付车主不满与争议。

### 遭醉驾警示新闻恶意拼接
2025年4月28日，深圳新闻网发布《男子醉驾被查时称开了智驾》短视频，将小米SU7恶意拼接至公安部交通管理局发布警示醉酒智驾违法的宣传短视频中，并被小米公关总经理王化转发批判“明知道原文而故意替换还标注免责”。29日回应称发现后已立即下架该视频，将举一反三，强化管理。

## 意外事故
2024年9月16日上午10點03分左右，在中國南京南站附近，一輛小米SU7發生意外起火事故。小米汽車官方微博發文回應稱：我們配合交警/消防/保險對事故現場勘察，並結合車輛資料分析，初步確認，車輛在行駛過程中因路面濕滑，駕駛人員操作不當，導致車輛衝出跑道向隔離花壇區……，傳導導致電池底部嚴重死亡，電池懷疑內部受到威脅發生局部短路，出現短時冒煙和明火，並依次洩壓。事故發生後消防人員及時介入造成，車輛風險已解除並轉移至安全區域。
2025年3月29日晚22時44分，一輛车牌为鄂AAV1226的小米SU7標準版電動車（无激光雷达，仅支持高速辅助驾驶）在安徽境内德上高速公路池祁段（池州至祁門）施工路段，改道至逆向车道中撞上隔离带新泽西护栏后起火，車內3名女大學生死亡。事故發生前該車處於NOA（Navigate on Autopilot）智慧輔助駕駛模式，以時速116km/h持續行駛，在碰撞前约2秒识别到前方静止障碍物后进入人驾状态，碰撞前最后可确认时速约为97km/h。依据小米公开的信息，车辆在事发半小时内曾发出轻度分心报警及手脱离方向盘预警。據悉，這部男友名下的車輛駕駛人並不熟悉，親屬指車門開關不明顯導致斷電後無法輕易開啟，並稱小米至今仍未聯繫上他們，媒體亦羅列除自動駕駛功能外、告警提示是否過少以及車輛失效安全備案不充分等深入的質疑，小米集團表示將積極配合調查善後，不過股價仍然暴跌達5%。

## 流行文化

### 电子游戏
- 索尼互动娱乐Polyphony Digital在2025年6月宣布将在其驾驶模拟游戏《GT赛车7》中加入小米SU7 Ultra车型。[76]

## 脚注
1. ↑  最高电压为871伏